# Hangu, Neamț
Hangu là một xã thuộc hạt Neamț, România. Dân số thời điểm năm 2002 là 4095 người.